# Luigi De Magistris (cardenal)
Luigi De Magistris   (Càller, 23 de febrer de 1926 - Càller, 16 de febrer de 2022) fou un cardenal i arquebisbe italià,  Pro-Penitencier Major emèrit. Era un renebot del cardenal Amat, un dels altres cinc sards que han estat creats cardenals.

## Biografia
Va néixer a Càller el 23 de febrer de 1926 en el si d'una família noble sarda d'origen piemontès. Darrer fill dels 8 fills del famós metge callarès Edmondo i la seva muller Agnese Ballero, va ser educat pel gust a la música, l'òpera, la pintura i els llibres. Era germà de Paolo De Magistris, batlle de Càller.
Després d'haver estudiat a la facultat de lletres de la Universitat de Càller, aconseguí titular-se en filosofia discutint una tesi basada en la confrontació entre el De officiis de Ciceró i el de Sant Ambrós.
Posteriorment ingressà al Pontifici Seminari Romà. Va ser ordenat prevere el 12 d'abril de 1952 a la catedral de Santa Maria de Càller de mans de l'arquebisbe Paolo Botto.
Inicialment realitzà el seu ministeri en diverses parròquies ciutadanes per passar després a treballar al tribunal eclesiàstic diocesà i després al regional. Posteriorment va ser reclamat pel Cardenal Ottaviani a Roma per ocupar diversos càrrecs.
L'11 d'abril de 1979 va ser nomenat regent del Tribunal de la Penitenciaria Apostòlica. El 6 de març de 1996 va ser nomenat bisbe titular de Nova i consagrat el 28 d'abril del mateix any a la Col·legiata de Santa Anna de Càller de mans del cardenal Giovanni Canestri, amb l'arquebisbe Ottorino Pietro Alberti i el bisbe Tarcisio Pillolla com a co-consagradors.
En aquesta capacitat, que intervingué amb la publicació d'un manual oficial per confessors per reafirmar l'ensenyament tradicional del sagrament de la penitència contra l'intent del "rigorisme" per part del Consell Pontifici per a la Família.
El 22 de novembre de 2001 va ser nomenat pro-penitencier major de la Santa Església Romana i elevat a la dignitat d'arquebisbe.
Va ocupar el càrrec fins al 4 d'octubre de 2003, quan va renunciar per raons d'edat.
Formà part en diverses ocasions també la Congregació per a les Causes dels Sants i de la  Pontifícia Comissió Ecclesia Dei.
El 2010, per raons de salut, va tornar definitivament a la seva ciutat natal, on va continuar exercint el seu ministeri com a confessor a la catedral.
El 14 de febrer de 2015 va ser creat cardenal pel Papa Francesc; prenent possessió de la diaconia el 17 de febrer següent.
El següent 22 de febrer, a la catedral de Santa Maria i Santa Cecília va ser celebrat pels seus compatriotes i per Sardenya sencera amb una solemne celebració presidida per ell mateix amb la participació de tots els bisbes de la regió i un gran nombre de fidels.
Ardent partidari del Vetus Ordo, com per ser conegut per la seva forta educació tradicional i "preconciliar", va ser un dels cardenals que van celebrar la missa tridentina després de la reforma litúrgica.